# Бейт-Ар'є-Офарім
Бейт Ар'є-Офарім (івр. בֵּית אַרְיֵה-עֳפָרִים) — ізраїльське поселення та місцева рада на півночі Західного берега річки Йордан. Воно розташоване за 32 км на північ від Єрусалиму та 25 км на схід від Тель-Авіва біля палестинського села аль-Луббан аль-Гарбі, що за 3,8 км на схід від Зеленої лінії. Поселення розташоване всередині ізраїльського бар'єру Західного берега на землі площею 8500 дунамів. У 2019 році в ньому проживало 5 253 особи.
Ізраїльські поселення на Західному березі вважаються незаконними згідно з міжнародним правом, але ізраїльський уряд заперечує це.

## Історія
Бейт Ар'є заснували 1981 року, в визнали місцевою радою в 1989 році. 2004 року він об'єднався з поселенням Офарім. Бейт Ар'є названий на честь колишнього члена Кнесету Ар'є Бен-Еліезера, ревізіоністського сіоністського лідера, який був одним із засновників руху «Херут».
За даними ARIJ, земля для Бейт Ар'є-Офарім була конфіскована Ізраїлем у двох сусідніх палестинських сіл: Абауд і Аль-Луббан аль-Гарбі..
У 2011 році міністерство оборони Ізраїлю підписало угоду з муніципалітетом Бейт Ар'є, схваливши будівництво 100 будинків та об'їзної дороги між Бейт-Ар'є і Офарімом.
У 2020 році Бейт Ар'є-Офарім був одним із кількох ізраїльських поселень, які скидали неочищені стічні води на землю Дейр-Баллут.

## Відомі жителі
- Дорон Маталон
- Алекс Тарн
- Ніл Дракманн

## Виноски
1. ↑  https://citypopulation.de/en/israel/westbanksettlements/west_bank/3652__bet_arye_ofarim/ — Центральне статистичне бюро Ізраїлю.
2. ↑  Beit Arye. Peace Now. Архів оригіналу за 13 жовтня 2013. Процитовано 16 квітня 2013. [Архівовано 2013-10-13 у Wayback Machine.]
3. ↑  The Geneva Convention. BBC News. 10 грудня 2009. Архів оригіналу за 29 жовтня 2019. Процитовано 27 листопада 2010.
4. ↑  Israel announces plans for 1,400 new settlement homes. BBC. 10 січня 2014. Архів оригіналу за 28 лютого 2022. Процитовано 28 лютого 2022. The settlements are considered illegal under international law, though Israel disputes this...Israel's housing ministry issued tenders for the construction of 801 housing units in West Bank settlements, including Efrat, Elkana and Emanuel, and 600 in Ramat Shlomo in East Jerusalem.
5. ↑  Aryeh Ben-Eliezer [Архівовано 19 серпня 2018 у Wayback Machine.] Knesset
6. ↑  ‘Abud Village Profile [Архівовано 30 серпня 2018 у Wayback Machine.], ARIJ, p. 17
7. ↑  Al Lubban al Gharbi Village Profile [Архівовано 4 березня 2016 у Wayback Machine.], ARIJ, p. 16
8. ↑  Yumna Patel, 'Drowning among Israeli settlements, an ancient Christian village in Palestine struggles to survive [Архівовано 14 листопада 2019 у Wayback Machine.],' Mondoweiss 17 August 2018
9. ↑  100 Homes and a Bypass Road Approved in Beit Arye. Peace Now. 29 серпня 2011. Архів оригіналу за 9 жовтня 2013. Процитовано 16 квітня 2013. [Архівовано 2013-10-09 у Wayback Machine.]
10. ↑  'Paradise lost': How Israel turned the West Bank into a sewage dump for its settlements [Архівовано 30 січня 2022 у Wayback Machine.], By Shatha Hammad, 21 October 2020, Middle East Eye